# 34街的奇蹟 (1994年電影)
《34街的奇蹟》（英語：Miracle on 34th Street）是1994年的美國耶誕奇幻電影，由約翰·休斯編劇和製作，萊斯·梅菲爾德執導(後來他們在《飛寶》再次合作)，李察·艾登堡祿、瑪拉·威爾遜、伊莉莎白·帕金斯和迪倫·麥狄蒙等人演出。這部是1947年第一部版本的《34街的奇蹟》的第四部改編版本（第二部劇場版電影，1959年版和1973年版是電視電影），如同原版本，也是由20世紀福斯發行，獲得正面評價。
紐約市的梅西百貨否認任何跟電影有關的牽連，所以電影中用「Cole's」來取代，而另一家百貨公司Gimbels則是在1987年破產，用虛構的「Shopper's Express」代替。

## 故事大綱
在百貨老店柯爾斯百貨工作的單親媽媽朵莉・沃克因為自己負責規劃的聖誕活動需要一名聖誕老人，於是錄用了他遇到的老人克里斯・葛林葛爾。相信有聖誕老人存在的克里斯雖然讓朵莉感到有些不安，但擅長對待兒童，充滿教養而且誠實又不追求柯爾斯百貨利益的克里斯卻受到兒童和父母的歡迎，也讓柯爾斯百貨的業績扶搖直上。另外因為過去的痛苦經驗而否定夢想，還告訴女兒蘇珊這世上根本沒有聖誕老人的朵莉也因克里斯誠實的人格而因此對他產生好感。
但是企圖想收購柯爾斯百貨的對手強帕斯百貨的蘭巴克董事長卻不喜歡發生這種事情。於是暗中命令他的手下找人去向克里斯找碴，克里斯遭激怒而拿拐杖攻擊那個人。此時蘭巴克的手下立即出現並鼓譟說柯爾斯的聖誕老人有暴力傾向。克里斯因此遭到逮捕且被精神鑑定為異常，雖然沒有被起訴，但也因此被送進醫院。
這種狀況讓與朵莉是戀人未滿關係的律師布萊恩・貝德佛特決定幫克里斯辯護。布萊恩一眼看穿克里斯是故意讓精神鑑定判定為異常，並詢問克里斯為何要這麼做，才讓克里斯坦承行使暴力的他沒有資格成為聖誕老人，於是為了守護兒童們的夢想，只好試著讓自己裝作一個精神異常的老人。這樣的克里斯讓布萊恩勸告他為了恢復聖誕老人的名譽，一定要上法院力爭。布萊恩的熱情也感動了克里斯，讓他願意提告。
於是前所未聞的「聖誕老人是否存在」的案子就這樣上了法院。身為檢方檢察官的艾德・柯林斯雖然認為這不過是場愚蠢的官司，但他卻被身為紐約第一律師的布萊恩用各種法庭策略玩弄。另一方面柯爾斯百貨也表明會全面支持克里斯，包括報章媒體、所有的輿論也都支持克里斯。但是在結案宣判前，哈伯法官私下向布萊恩透露「雖然在情感上支持克里斯，但法律上我無法承認有聖誕老人存在」。
奇妙的是宣判日剛好與聖誕夜同一天，哈伯法官正準備要宣判稱聖誕老人不存在，但蘇珊卻突然走向法官席並交給他一份聖誕禮物。禮物中裝著一美元的紙鈔，上面印著一行字是「In God We Trust（=我們相信上帝）」並且還被紅筆圈了起來。看到這個的哈伯法官頓時心中有了定見，並且當場以「在美國，雖然我們看不到卻相信有上帝的存在，還因此作為官方格言印製在法定貨幣上」為由，因此同意了克里斯的主張並改判承認聖誕老人存在。在滿堂的喝采中，克里斯說他以後要繼續以聖誕老人的身分工作，並且從布萊恩等人面前消失。
蘇珊之前為了證明克里斯是聖誕老人，於是向克里斯許願想要一個「家庭（父親）」以及「新家」還有「弟弟」作為聖誕禮物。原本以為這樣太過勉強的蘇珊，母親朵莉與布萊恩卻因為克里斯的案件而在聖誕夜決定要結婚，柯爾斯百貨也發了一筆足以買到新房子的特別獎金。只是還得再等10個月才會知道有沒有弟弟，這讓蘇珊大嘆克里斯真的是聖誕老人。

## 角色
- 李察·艾登堡祿 飾 克里斯·葛林葛爾（Kriss Kringle）
- 伊莉莎白·帕金斯 飾 朵莉·沃克（Dorey Walker）
- 迪倫·麥狄蒙 飾 布萊恩·貝德佛特（Bryan Bedford）
- 詹姆斯·華許（英语：J.T. Walsh） 飾 艾德·柯林斯（Ed Collins）
- 詹姆士·雷瑪 飾 傑克·達夫（Jack Duff）
- 瑪拉·威爾遜 飾 蘇珊·沃克（Susan Walker）
- 羅伯特·普羅斯基 飾 亨利·哈珀（Henry Harper）

## 外部連結
- 互联网电影数据库（IMDb）上《Miracle on 34th Street》的资料（英文）
- 爛番茄上《Miracle on 34th Street》的資料（英文）
- AllMovie上《Miracle on 34th Street》的资料（英文）
- Box Office Mojo上《Miracle on 34th Street》的資料（英文）